# Khmeriosicyos
Khmeriosicyos es un género monotípico de plantas con flores perteneciente a la familia Cucurbitaceae. Su única especie: Khmeriosicyos harmandii, es originaria de Camboya.

## Taxonomía
Khmeriosicyos harmandii fue descrita por W.J.de Wilde & Duyfjes y publicado en Blumea 49: 443 2004.